# Karen Brown (hokej na travi)
Karen Brown (9. siječnja 1963.) je bivša hokejašica na travi. 

Igrala je na položaju obrambene igračice.

Bila je članicom postave Ujedinjenog Kraljevstva koja je na OI 1992. u Barceloni osvojila brončano odličje. 

Sudjelovala je ukupno na trije uzastopne Olimpijade, 1988., 1992. i 1996.

Povukla se 1999. Ukupno je za Englesku  odigrala 179 susreta.

Kasnije se posvetila trenerskom pozivu u svom športu.